# Г'ю Генрі Брекенрідж
Г'ю Генрі Брекенрідж (англ. Hugh Henry Brackenridge; 1748 — 25 червня 1816) — американський письменник, правник.
Народився в Шотландії. 1753-го разом із батьками емігрував до США.
Сатиричний твір Брекенріджа «Сучасне лицарство, або пригоди капітана Фарраго і Тіга О'Рігана, його слуги» (1792—1815) відіграв значну роль у розвитку американського реалістичного роману.